# عبد الرحيم سليلي
عبد الرحيم سليلي هو شاعر وكاتب مغربي، وهو عضو اتحاد كتاب المغرب.

## مسيرته المهنية
عبد الرحيم سليلي هو عضو اتحاد كتاب المغرب، وهو رئيس تحرير مجلة «قوافل سجلماسة» فصلية محكمة للثقافة والتربية والإبداع، وباحث في التجربة الشعرية الجديدة في العالم العربي، وهو أيضًا مستشار بأحد فروع اتحاد كتاب المغرب الرشيدية، ومدير ثانوية، ويعد من الشعراء الخمسين الذين يساهموا في ديوان قصائد مفدي زكرياء للشعر في المغرب العربي الصادر ضمن فعاليات الجزائر عاصمة الثقافة العربية عام 2007.

## أعماله

### قصص قصيرة
- علي رمال حارقة.
- الجدار.
- ظلال المساء.
- اشتباكات على حافة جرح قديم.
- ظل يرقص سامبا شرقية.
- إضافة إلى مجموعة من القصائد والدراسات والقصص الصادرة في معظم الملاحق المغربية وبعض الصحف والمجلات المتخصصة في العالم العربي مثل مجلة الشعر القاهرية عدة قصائد، مجلة كتابات معاصرة، مجلة الشاهد، المجلة الثقافية السعودية، المجلة العربية السعودية، مجلة المبدعون بإمارة دبي، مجلة الكويت، مجلة أفكار الأردن، مجلة الجسرة قطر، ومجلة الواحة التربوية.[2]

### دواوين
- مجرة المكاشفات: الطبعة الأولى عام 2002 الطبعة الثانية تصدر قريبا.
- ملائكة في السديم: صدر عام 2010، ومنشورات اتحاد كتاب المغرب الطبعة الثانية عام 2018.
- زخات: صدر عام 2011.
- اشتباكات على حافة جرح قديم.[3]

### أشعار
- سماء توشك أن تقع.[4]

## الجوائز
- جائزة الطيب صالح مجال القصة الدورة التاسعة عام 2018-2019.[5]
- جائزة طنجة الشاعرة للشعر العربي دورة فيديريكو غارسيا لوركا عام 2000.
- جائزة مفدي زكرياء للشعر المغاربي بالجزائر عام 2001.
- جائزة المبدعون بإمارة دبي عام 2004.
- تنويه جائزة اتحاد كتاب المغرب دورتي عام 1994-2001.
- إضافة إلى العديد من الجوائز الوطنية الأخرى[2][6]